# Bonaduz
Bonaduz (toponimo tedesco; in romancio Panaduz ; in italiano Beneduzzo, desueto) è un comune svizzero di 3 467 abitanti del Canton Grigioni, nella regione Imboden.

## Geografia fisica
Il paese si trova su un altopiano a sudovest della confluenza del Reno Anteriore (allo sbocco della gola del Reno) e del Reno Posteriore.

## Storia
I reperti archeologici indicano che l'insediamento di Bonaduz esisteva già all'epoca della Cultura di La Tène; vi è stata inoltre scoperta una necropoli di oltre 700 tombe, risalente all'Alto Medioevo; da Bonaduz, in epoca romana, passava la via Spluga, strada romana che metteva in comunicazione Milano con Lindau passando dal passo dello Spluga. Il paese restò sotto il controllo della signoria di Rhäzüns fino al 1458 circa, quando passò ai conti Von Zollern e infine nel 1497 divenne di proprietà di Massimiliano I d'Asburgo. Nel 1854 la frazione di Sculms venne assegnata al comune di Versam; l'11 luglio 1908 il villaggio venne distrutto da un incendio e la ricostruzione favorì il diffondersi della lingua tedesca.

## Monumenti e luoghi d'interesse
- Chiesa cattolica di Santa Maria, eretta nel 1494[1];
- Rovine del castello di Wackenau, di origine incerta[1].

## Società

### Evoluzione demografica
L'evoluzione demografica è riportata nella seguente tabella:
Abitanti censiti

### Lingue e dialetti
Originariamente i residenti parlavano il romancio sursilvano, che iniziò a declinare nel XIX secolo. Nel 1860 la popolazione che parlava romancio era il 68%, nel 1900 la percentuale era scesa al 55% ne 1950 ormai solo il 15% dei residenti utilizzava questo idioma. Nel 1990 la lingua più utilizzata era il tedesco (86%), seguita dal romancio (6%) e dall'italiano (2%).

## Infrastrutture e trasporti

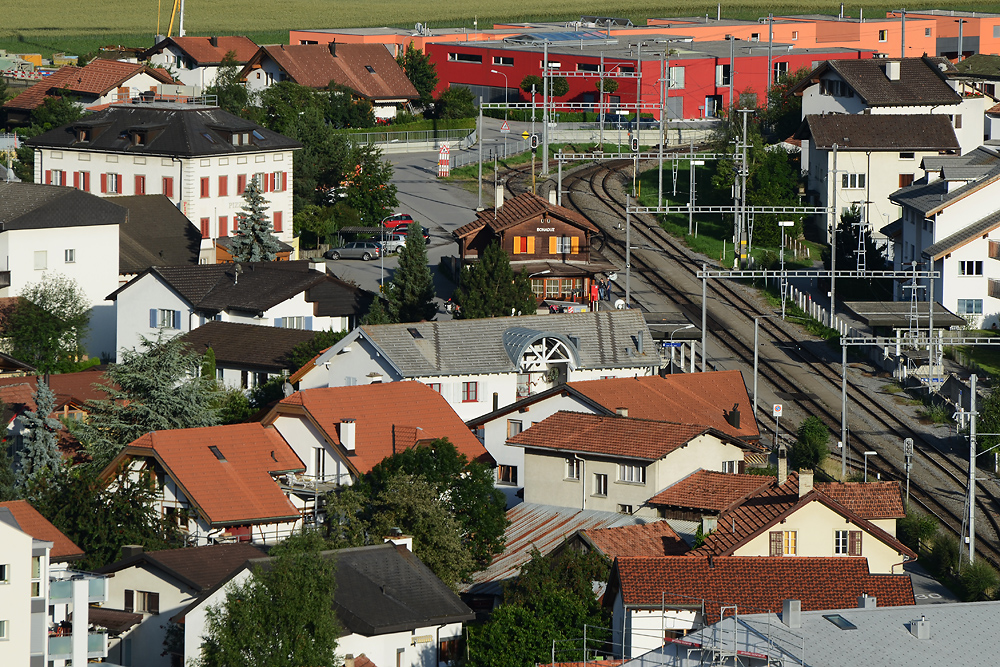
La stazione di Bonaduz

Bonaduz è servito dalla stazione ferroviaria omonima della ferrovia Landquart-Coira-Thusis.